# Peter Bu
Peter Bu, né le 26 mai 1940 à Bratislava et mort le 24 mars 2022 à Poissy, est un théoricien de mime et d’autres formes théâtrales, organisateur de festivals et artiste français d’origine slovaque.

## Biographie
Peter Bu est né le 26 mai 1940 à Bratislava, en Tchécoslovaquie.
Réfugié en France en 1968, la Tchécoslovaquie le condamne par contumace à deux années de prison pour le « non-retour de l'étranger ». Il obtient la nationalité française en 1975.
Il dirige des manifestations théâtrales en France, en Allemagne, en Hollande, en Belgique, en Tunisie, au Maroc ainsi que dans l’ex-Tchécoslovaquie pour le compte de l’Institut français. Il a assuré la programmation de la section mimes et clowns du Festival d’Avignon 1977. Il a été responsable artistique d’autres festivals de mime, de spectacles de rue et de spectacles pour enfants, notamment « Idéklic » à Moirans en Montagne, « Dehors/Dedans » à Tours. Il a été  directeur du Festival international de mime de Périgueux, Mimos, de 1987 à 2002.
Il réfléchit à une nouvelle définition du mime comme une forme théâtrale fondée sur la mimique, le geste et l’attitude, qui a été publiée dans le Dictionnaire encyclopédique du théâtre. Il repense également la notion de clown, personnage développé au théâtre et par les nouveaux cirques. Ces définitions permettent d’inclure toutes les formes récentes de ces disciplines.
Il est également critique dramatique.
Peter Bu meurt le 24 mars 2022 à Poissy à l’âge de 81 ans,.

## Franc-maçonnerie
La franc-maçonnerie est interdite en Tchécoslovaquie de 1938 à 1945 puis de nouveau après le coup d’État communiste de 1948,. À compter de 1989, le GODF travaille à la reconstruction de la franc-maçonnerie dans les pays de l’Europe centrale et orientale. En 1993, à la demande de Jacques Orefice dignitaire du GODF, Peter Bu participe à la réintroduction de la franc-maçonnerie en Slovaquie et fait partie des fondateurs de la loge « Humanizmus ».

## Publications

### Pièce de théâtre
- Toutes ces âneries sur les femmes, en collaboration avec Benoît Vitse, disponible en français et en slovaque[20].

### Articles
- Les langages de signes, de symboles et de l’art, Humanisme, suivi de L’art - territoire de liberté, repris par La Chaîne d’Union, éditions Edimaf, Paris, 2000, 2003 et 2007.
- Mime et danse, sœurs ennemies ? revue Théâtre public, Gennevilliers, 1994, no 118-119.
- Théâtre total contre le pouvoir totalitaire, Cahiers de l'Est, édition Albatros, 1978, no 12-13, pp.126–133.
- Stanislavski : Comment transformer un camion en brouette.[21]
- Le décor actif ou L’excuse de la présence du peintre au théâtre, revue Sens large, Orléans, avril-mai 1984
- Kritika ako spôsob myslenia (La critique comme mode de pensée), Bratislava, Slovenské divadlo, 3/1969.
- Divadlo nám umožňuje chápať, kto sme (Le théâtre nous aide à nous comprendre nous-mêmes), Bratislava, quotidien national Sme (Nous sommes), 3/3/2008[22].
- De la nécessité de transmission des savoirs, Revue de la BNF n°40, 22/3/2013[23].
- Pour compléter la gamme des moyens défensifs : Non-violence - rêve ou stratégie?[24].

### Livres
- Pensées agaçantes(?) sur les femmes – et les hommes, Auteur Peter Bu, Amazon, 11/2021.
- Rien que les meilleures blagues - Peter Bu (16 petits recueils thématiques publiés au format informatique Kindle), 2019.
- Les francs-maçons arrêtés au milieu du gué. Auteur Peter Bu, préface Alain de Keghel (GODF), postface Hervé Marc (GLNF), 11/2020.Éditions des Champs-Elysées - Deauville, ECE-D, 301 pages.

### Archives
- BNF, Fonds Peter Bu, documentation relative aux spectacles de mime de 1970 à 2004.
- BNF, Les archives concernant la réintroduction de la franc-maçonnerie en Slovaquie et en République tchèque. Fonds maçonniques, série FM8.